# Julia Jäger
Julia Jäger (ur. 28 stycznia 1970 w Angermünde) – niemiecka aktorka.

## Życiorys
Urodziła się w Angermünde. Dorastała we Frankfurcie nad Odrą. W 1995 roku ukończyła Wyższą Szkołę Teatralną im. Hansa Otto w Lipsku. Z Thomasem Försterem ma troje dzieci: syna Jorisa Valentina (ur. 2002) i bliźniaczki Floriane i Elisę (ur. 2005). Pojawiła się w wielu programach telewizyjnych i filmowych.

## Filmografia
- 1999: Koszmar w raju jako Hannah
- 2001: Berlin is in Germany jako Manuela Schulz
- 2007: Kraina zabawek jako Marianne
- 2010: Książę i żebrak jako Jasmin Bottel
- 2012: Baśń o sześciu łabędziach jako królowa Sieglinde